# Космический джем
«Космический джем» (англ. Space Jam) — анимационно-игровой спортивный комедийный фильм режиссёра Джо Питка, выпущенный в 1996 году. Повествует о вымышленных приключениях баскетболиста Майкла Джордана и персонажей Looney Tunes.
Фильм стал коммерчески и критически успешным. В 2021 году вышел сиквел «Космический джем: Новое поколение», в котором место Джордана занял Леброн Джеймс. Сиквел, в отличие от оригинала, оказался провальным.

## Название
Фильм известен также под названиями «Космический матч», «Космический баскетбол», «Финт ушами», «Космический затор», «Пробка в космосе». Первостепенно значение слова «jam»— варенье, джем. Однако в баскетбольном сленге означает бросок сверху. Также, словом «джем» называют в США короткометражные мультики, преимущественно от Warner Bros — «Шестиминутные джемы». Также traffic jam — дорожная пробка.

## Сюжет
Известный баскетболист Майкл Джордан публично заявил о своём уходе из баскетбола и о начале своей карьеры в бейсболе.
В это же время персонажи сериала «Looney Tunes» подвергаются нападению агрессивных инопланетян, которые хотят их поработить. Багз Банни убеждает захватчиков сыграть с ними баскетбольный матч, после чего победившая сторона решит судьбу мультяшек. Он считает, что мультяшки легко одолеют захватчиков — ведь пришельцы походят на маленьких и глупых жучков. Однако пришельцы имеют способность похищать чужие таланты, пользуясь которой, похищают таланты у пяти известных баскетболистов НБА (Патрик Юинг, Ларри Джонсон, Чарльз Баркли, Магси Богз и Шон Брэдли). Под их воздействием пришельцы превращаются в монстров.
Чтобы увеличить свои шансы на победу, мультяшки решают похитить Майкла Джордана. Багз и Даффи также приносят из его дома его форму. По возвращении за ним увязывается Стэн Подолак, который потерял Майкла во время игры в гольф и пытается найти его.
Тем временем в реальном мире всеобщее недоумение: никто не может понять, почему игроки NBA стали так плохо играть. Матчи отменяют, а сами игроки уже ходят к гадалке.
В параллельном мире все мультяшки съезжаются на главный стадион. Игра идёт с переменным успехом, но «Монстраз» лидируют. После первого тайма Стэн решается проследить за «Монстраз». Прячась в шкафчике, он подслушивает их разговор с боссом и узнаёт их секрет, однако его обнаруживают и избивают.
Стэн рассказывает об услышанном Майклу, и тот пытается вдохновить команду. Положение спасает Багз: он раздаёт команде Чудо-средство (которое на самом деле является простой водой). Мультяшки начинают вести в счёте. Майкл подходит к боссу команды и заключает сделку: если мультяшки выиграют, то инопланетяне возвращают украденные таланты и улетают, а если они — Майкл станет экспонатом в инопланетном парке развлечений.
После этого Монстры начинают жёсткую силовую борьбу, выбивая мультяшек. Майкл использует всех игроков, даже Стэна.
Тем временем Майклу объявляют, что если пятый игрок не будет найден, то мультяшкам автоматически засчитают поражение (им не хватает двух очков). Но появляется Билл Мюррей и становится пятым. Он помогает Майклу разработать стратегию и включается в игру.
Мультяшки выиграли. Монстры, в свою очередь осознав себя совершенно другими, больше не подчиняются боссу и возвращают таланты. Превратившись обратно в жучков, пришельцы просят остаться в мире Looney Tunes.
Затем, в реальном мире Майкл прилетает на бейсбольное поле прямо на космическом корабле пришельцев. Джордан возвращает профессиональным игрокам их таланты. Те вызывают Майкла на матч, и Майкл снова возвращается в баскетбол.

## В ролях

### Люди
| Персонаж        | Актёр            |
| --------------- | ---------------- |
| Майкл Джордан   | Майкл Джордан    |
| Билл Мюррей     | Билл Мюррей      |
| Стэн Подолак    | Уэйн Найт        |
| Юанита Джордан  | Тереза Рэндл     |
| Джеффри Джордан | Мэннер Вашингтон |

### Мультяшки
| Персонаж          | Оригинальный голос |
| ----------------- | ------------------ |
| Багз Банни        | Билли Уэст         |
| Элмер Фадд        | Билли Уэст         |
| Даффи Дак         | Ди Брэдли Бейкер   |
| Таз               | Ди Брэдли Бейкер   |
| Бык Торо          | Ди Брэдли Бейкер   |
| Мистер Свакхаммэр | Дэнни Де Вито      |
| Порки Пиг         | Боб Берген         |
| Твити             | Боб Берген         |
| Марвин Марсианин  | Боб Берген         |
| Хьюби и Берти     | Боб Берген         |
| Йоземит Сэм       | Билл Фармер        |
| Сильвестр         | Билл Фармер        |
| Фоггорн Леггорн   | Билл Фармер        |
| Бабуля            | Джун Форей         |
| Лола Банни        | Кэт Суси           |
| Пепе Ле Пью       | Морис Ламарш       |
| Вайли Э. Койот    |                    |
| Дорожный бегун    | Пол Джулиан        |

## Сиквел
Продолжение фильма было запланировано ещё в 1998 году. Планировалось провести новое соревнование по баскетболу между героями «Луни Тюнз» и новым злодеем по имени Berserk-O!. Художнику Бобу Кэмпу была поручена разработка этого персонажа и его приспешников. Джо Питка должен был вновь быть режиссёром картины, а Спайк Брандт и Тони Червоне — супервайзерами анимации. Однако, Майкл Джордан не согласился сниматься в продолжении. По словам Кэмпа, продюсер солгал художникам-дизайнерам, утверждая, что Джордан согласился на сиквел. В конечном итоге, «Warner Bros.» отменили планы на «Космический джем 2». Затем фильм снова начал развиваться уже как «Шпионский джем» (Spy Jam), в нём должен был сыграть Джеки Чан и планировался другой сценарий. Студия также планировала фильм под названием «Гоночный джем» (Race Jam), в котором снялся бы автогонщик Джефф Гордон. Кроме того, режиссёр «Космического джема», Джо Питка, рассказал, что после успеха первого фильма он подготовил сюжет для продолжения, в котором главную роль сыграл бы профессиональный игрок в гольф Тайгер Вудс, а также в небольшой роли появился бы Джордан. Питка рассказал, что эта идея возникла на конференции сценаристов, где предположительно участвовали люди, которые работали над оригинальным фильмом. По некоторым данным продюсер Айван Рейтман поддерживал идею нового фильма с Джорданом. Все эти фильмы были в конечном итоге отменены в 2003 году в пользу «Луни Тюнз: Снова в деле». Фильм под названием «Скейт джем» (Skate Jam) находился на ранней стадии разработки, в главной роли должен был сыграть скейтер Тони Хоук. Планировалось, что производство начнётся сразу же после выхода «Луни Тюнз: Снова в деле», но оно было отменено из-за плохих сборов последнего.
В феврале 2014 года «Warner Bros.» объявила о разработке сиквела, в котором будет сниматься баскетболист Леброн Джеймс. Чарли Эберсол должен стать продюсером, а Уилли Эберсол написать сценарий. В мае того же года Джеймс сказал: «Я всегда любил „Космический джем“. Это был один из моих любимых фильмов, когда я рос. Если у меня будет такая возможность, это будет здорово». В июле 2015 года Джеймс и его киностудия «SpringHill Entertainment» подписали контракт с «Warner Bros.» на теле-, кино- и цифровой контент после положительных отзывов о его роли в фильме «Девушка без комплексов». В 2016 году Джастин Лин присоединился к проекту в качестве режиссёра и соавтора сценария с Эндрю Доджем и Альфредо Ботелло. В ноябре 2016 года в Твиттере был опубликован тизер-трейлер в виде рекламы Nike с хештегом #MonstarsBack. Позже в декабре Багз Банни и «Монстарз» появились в рекламном ролике Foot Locker с участием Блэйка Гриффина и Джимми Батлера. В августе 2018 года Лин покинул проект, вместо него был нанят Теренс Нэнс. В сентябре 2018 года Райан Куглер был объявлен продюсером фильма. «SpringHill Entertainment» выпустили рекламный ролик, официально анонсирующий фильм, производство которого начнётся летом 2019 года во время межсезонья НБА. Съёмки будут проходить в Калифорнии, в радиусе 30 миль от Лос-Анджелеса. На производство фильма выделено 21 800 000 долларов США в виде налоговых льгот в результате новой программы налоговых льгот от государства.